# Anke von Seck
Anke von Seck nazwisko panieńskie Nothnagel (ur. 10 września 1966 w Brandenburgu) – niemiecka kajakarka, czterokrotna medalistka olimpijska.
Urodziła się w NRD i do zjednoczenia Niemiec startowała w barwach tego kraju. W Seulu sięgnęła po dwa złote medale, cztery lata później – już jako reprezentantka zjednoczonych Niemiec – po złoty i srebrny medal. Ma w dorobku szereg złotych medali mistrzostw świata, wywalczonych na różnych dystansach w latach 1987–1991.